# ريسيفي
ريسيفي (بالبرتغالية: Recife‏) هي مدينة في البرازيل وسادس أكبر منطقة حضرية في البلاد بتعداد 3,743,854 نسمة، وهي أكبر منطقة حضرية في المناطق الشمالية والشمالية الشرقية، وهي عاصمة ولاية بيرنامبوكو وأكبر مدنها. بلغ عدد السكان داخل حدود المدينة 1,555,039 نسمة في تعداد عام 2012.
تأسست ريسيفي في عام 1537، خلال بدايات الاستعمار البرتغالي للبرازيل، وهي العاصمة السابقة لمستعمرة برازيل الهولندية في القرن السابع عشر، وهي الميناء الرئيسي في قيادية بيرنامبوكو، وعرف عنها إنتاجها الكثيف لقصب السكر. تقع المدينة عند ملتقى نهري بيبيريبي وكابيباريبي قبل أن يصب النهران في المحيط الأطلسي. وهي من الموانئ الرئيسية في المحيط الأطلسي. يشير اسمها إلى الشعاب المرجانية الحجرية الموجودة قرب شواطئ المدينة. تحتوي ريسيفي على العديد من الأنهار والجزر الصغيرة وأكثر من 50 جسرا في وسط المدينة وذلك بسبب طابعها الجغرافي، ما منحها لقب «فينيسيا البرازيل». وحتى عام 2010، حققت المدينة أعلى معدل في مؤشر التنمية البشرية في شمال شرق البرازيل وثاني أعلى معدل تنمية بشرية في كامل شمال وشمال شرق البرازيل (المرتبة الثانية بعد بالماس).
منطقة ريسيفي العمرانية هي المنطقة الصناعية الرئيسية في ولاية بيرنامبوكو؛ والمنتجات الرئيسية هي تلك المستمدة من القصب (السكر والإيثانول)، والسفن ومنصات النفط، والإلكترونيات، والبرمجيات وغيرها. بدأت العديد من الشركات الصناعية في السبعينات والثمانينات بحوافز مالية من قبل الحكومة. ريسيفي هي أهم مركز تجاري في المنطقة الشمالية والشمالية الشرقية من البرازيل، وبها أكثر من 52,500 مؤسسة تجارية بالإضافة إلى 32,500 في المنطقة العمرانية، بما يبلغ مجموعه أكثر من 85,000.
يتوفر في ريسيفي من العمالة والاستثمارات الخاصة ما يجعلها ثاني أكبر مركز طبي في البرازيل بعد ساو باولو؛ وتستقبل المستشفيات الحديثة مع بمعداتها المتطورة المرضى من عدة ولايات مجاورة.
تبرز ريسيفي باعتبارها نقطة جذب سياحية رئيسية في شمال شرق البلاد، وذلك لشواطئها ومواقعها التاريخية، والتي يعود تاريخها إلى الاستعمار البرتغالي والهولندي في المنطقة. وقد تم منح شاطئ بورتو دي جاليناس، على بعد 60 كيلومترا (37 ميل) إلى الجنوب من المدينة، لقب أفضل شاطئ في البرازيل عدة مرات وهو يجذب العديد من السياح. تم إعلان المركز التاريخي في أوليندا، على بعد 7 كيلومترات (4.3 ميل) إلى شمال المدينة، بأنه موقع تراث عالمي لليونسكو في عام 1982، والكرنفال البرازيلي الذي يقام في المدينتين ذو شهرة عالمية.
المدينة هي محور تعليمي أيضا، وموطن جامعة بيرنامبوكو الاتحادية، أكبر جامعة في بيرنامبوكو. وانتقلت عدة شخصيات تاريخية برازيلية إلى ريسيفي للدراسة، مثل الشاعر والناشط كاسترو ألفيس. ريسيفي وناتال هما المدينتان البرازيليتان الوحيدتان التي تخرج منها رحلات جوية مباشرة إلى جزر فرناندو دي نورونيا، وهي من مواقع التراث العالمي.
كانت المدينة إحدى المدن المستضيفة لكأس العالم 2014. بالإضافة إلى ذلك، استضافت ريسيفي مباريات كأس القارات 2013 وكأس العالم 1950.